# Vladimir Konstantinovich Kokkinaki
Vladimir Konstantinovich Kokkinaki (tiếng Nga: Владимир Константинович Коккинаки; 25 tháng 6 [lịch cũ 12 tháng 6] năm 1904 - 6 tháng 1 năm 1985) là một phi công thử nghiệm Liên Xô, nổi tiếng với việc lập 22 kỷ lục thế giới, Chủ tịch Liên đoàn Thể thao hàng không Thế giới (FAI).

## Thiếu thời
Kokkinaki sinh ngày 25 tháng 6 [lịch cũ 12 tháng 6] năm 1904 ở Novorossiysk, trong một gia đình gốc Hy Lạp. Em trai ông, Konstantin Kokkinaki, về sau cũng là một phi công thử nghiệm xuất sắc.

## Sự nghiệp
Năm 1921, Kokkinaki học xong tiểu học và làm việc trên các đồn điền nho và ở cảng Novorossiysk. Ông gia nhập Hồng quân năm 1925 và phục vụ trong lực lượng bộ binh cho đến tháng 7 năm 1927. Sau đó, ông nhập học Trường Lý thuyết-Quân sự Leningrad của Lực lượng Không quân Hồng quân và tốt nghiệp năm 1928. Sau đó, ông nhập học trường phi công Borisoglebsk, tốt nghiệp năm 1930. Tháng 4 năm 1931, sau một thời gian phục vụ trong Phi đội Máy bay Chiến đấu số 11 ở quân khu Moskva, ông được chuyển trở lại Trường Quân sự-Lý thuyết Leningrad làm giáo viên hướng dẫn vì kỹ năng phi công của mình.
Trong giai đoạn 1932–1935, ông là phi công thử nghiệm cho Không quân. Máy bay đầu tiên mà ông thử nghiệm là loại máy bay cường kích Kocherigin-Gurevich TSh-3. Sau đó, ông tham gia Phòng thiết kế Ilyushin (OKB) với tư cách là phi công thử nghiệm chính của nó và công tác trên cương vị này cho đến năm 1964. Trong suốt thời kỳ đó, ông là người đầu tiên bay thử tất cả các loại máy bay của OKB, bao gồm các nguyên mẫu của máy bay ném bom hạng trung Ilyushin Il-4, máy bay cường kích Ilyushin Il-2 Shturmovik, máy bay ném bom phản lực Ilyushin Il-28 và máy bay vận tải Ilyushin Il-14. Ông trở thành đảng viên Đảng Cộng sản Liên Xô năm 1938.
Kokkinaki được thăng cấp Thiếu tướng Hàng không năm 1943, là lãnh đạo Cục Thanh tra của Dân ủy về Công nghiệp Máy bay và là người đứng đầu hoạt động bay thử nghiệm của nó trong những năm 1943-1947. Ông nghỉ hưu  tháng 1 năm 1966, nhưng vẫn tiếp tục làm việc cho OKB Ilyushin với tư cách giám sát với trách nhiệm tổng thể về việc bay thử nghiệm, với dự án cuối cùng của ông là Ilyushin Il-62.
Ông trở thành Phó chủ tịch Liên đoàn Thể thao hàng không Thế giới (FAI) vào năm 1961 và đảm nhận vị trí Chủ tịch giai đoạn 1966-1967, rồi được bầu làm Chủ tịch danh dự. Trong những năm 1960, ông cũng là Chủ tịch Liên đoàn Thể thao Hàng không Liên Xô.
Kokkinaki sống ở Moskva và qua đời tại đây vào ngày 7 tháng 1 năm 1985. Ông được chôn cất tại nghĩa trang Novodevichy ở Moskva, cùng với vợ mình, Valentina.

## Ghi nhận

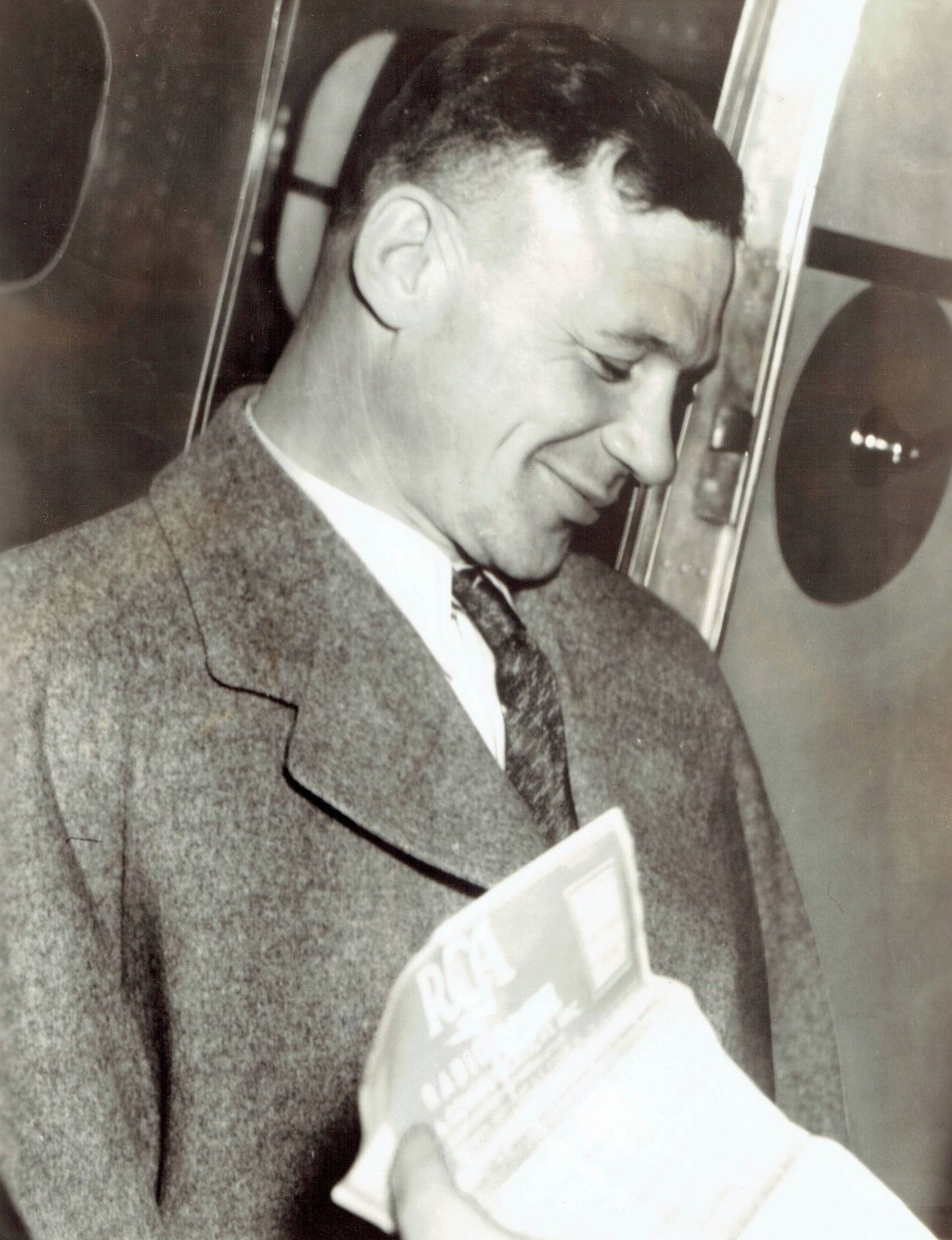
Kokkinaki tại New York vào ngày 1 tháng 5 năm 1939

Ngày 21 tháng 11 năm 1935, Kokkinaki lập kỷ lục thế giới không chính thức về trần bay trên máy bay chiến đấu Polikarpov I-15, đạt độ cao 14.575 mét. Ngày 20 tháng 4 năm 1936, ông thực hiện kỹ thuật bay Nesterov Loop lần đầu tiên với một chiếc máy bay hai động cơ, TsKB-26 (nguyên mẫu của Ilyushin Il-4), trước sự chứng kiến của Stalin. Trong các năm 1936–1937, Kokkinaki đã thiết lập bảy độ cao liên tiếp với các kỷ lục về tải trọng khác nhau với TsKB-26. Kỷ lục chính thức đầu tiên của ông, vào ngày 17 tháng 7 năm 1936, cũng là kỷ lục hàng không chính thức đầu tiên của Liên Xô.
Ngày 28 tháng 6 năm 1937, Kokkinaki bay theo đường bay vòng tròn Moskva - Sevastopol - Sverdlovsk - Moskva, ở khoảng cách 5.018 km, với DB-3, lập kỷ lục về cả tốc độ ở phạm vi 5.000 km (với tốc độ trung bình là 325 km/h) và phạm vi trên một tuyến đường tròn. Chuyến bay này được nối tiếp ba tháng sau đó bởi chuyến bay 4.000 km trên tuyến Moskva - Baku - Moskva. Vào ngày 27-28 tháng 6 năm 1938, trên một chiếc TsKB-30 được sửa đổi mang tên "Moskva", với hoa tiêu A.M. Bryandinskiy, Kokkinaki bay từ Moskva đến Spassk-Dalny ở Viễn Đông Liên Xô, với khoảng cách 7.580 km trong 24 giờ 36 phút, chủ yếu ở độ cao 7.000 mét, với tốc độ trung bình là 307 km/h. Với chiến công này, ông đã được trao tặng danh hiệu " Anh hùng Liên Xô " vào ngày 17 tháng 7. Vào ngày 28 tháng 4 năm 1939, cùng với phi công phụ Mikhail Kh. Gordienko, ông đã cố gắng vượt qua kỳ tích này bằng cách thực hiện chuyến bay xuyên Đại Tây Dương không ngừng từ Moskva đến Thành phố New York, trùng với ngày khai mạc Hội chợ Thế giới "Land of Tomorrow". Tuy nhiên, do gặp phải thời tiết xấu, chiếc máy bay buộc phải hạ cánh trên đảo Miscou ở New Brunswick, Canada (theo tạp chí TIME Lưu trữ ngày 27 tháng 8 năm 2013 tại Wayback Machine). Không lâu sau cái chết của Valery Chkalov, và với cuộc chiến đang đến gần, sự thất bại được công khai rộng rãi này đã đánh dấu sự kết thúc của các hoạt động khai thác hàng không ở Bắc Cực của Liên Xô trong những năm 1930. Dù không về được đích ban đầu, ông vẫn vượt qua được quãng đường 8.000 km trong 22 giờ 56 phút, với tốc độ trung bình là 348 km/h,  và từ năm 1959, tuyến đường mà ông sử dụng (Moskva - Novgorod - Helsinki - Trondheim - Iceland - Cape Farewell - Đảo Miscou) được sử dụng cho các chuyến bay thường lệ giữa New York và Moskva. Năm 1965, ông được Hiệp hội Vận tải Hàng không Quốc tế vinh danh với chiếc vòng cổ kim cương "Bông hồng gió" vì đã tìm ra "đường bay ngắn nhất giữa châu Âu và châu Mỹ".
Từ năm 1958 đến năm 1960, ông đã thiết lập một loạt 13 độ cao khác với các kỷ lục về tải trọng và tốc độ khi bay Ilyushin Il-18. Kỷ lục thế giới cuối cùng của ông là vào năm 1960, khi ông bay một chiếc Il-18 ở khoảng cách 5.018 km với trọng tải 10.000 kg và tốc độ trung bình là 693 km/h.

## Giải thưởng và danh dự

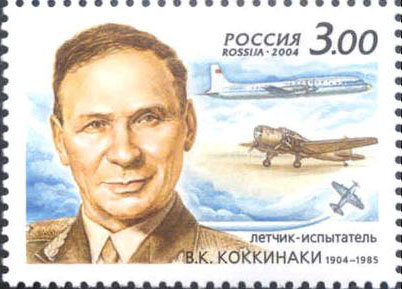
2004 Con tem Nga tôn vinh Kokkinanki

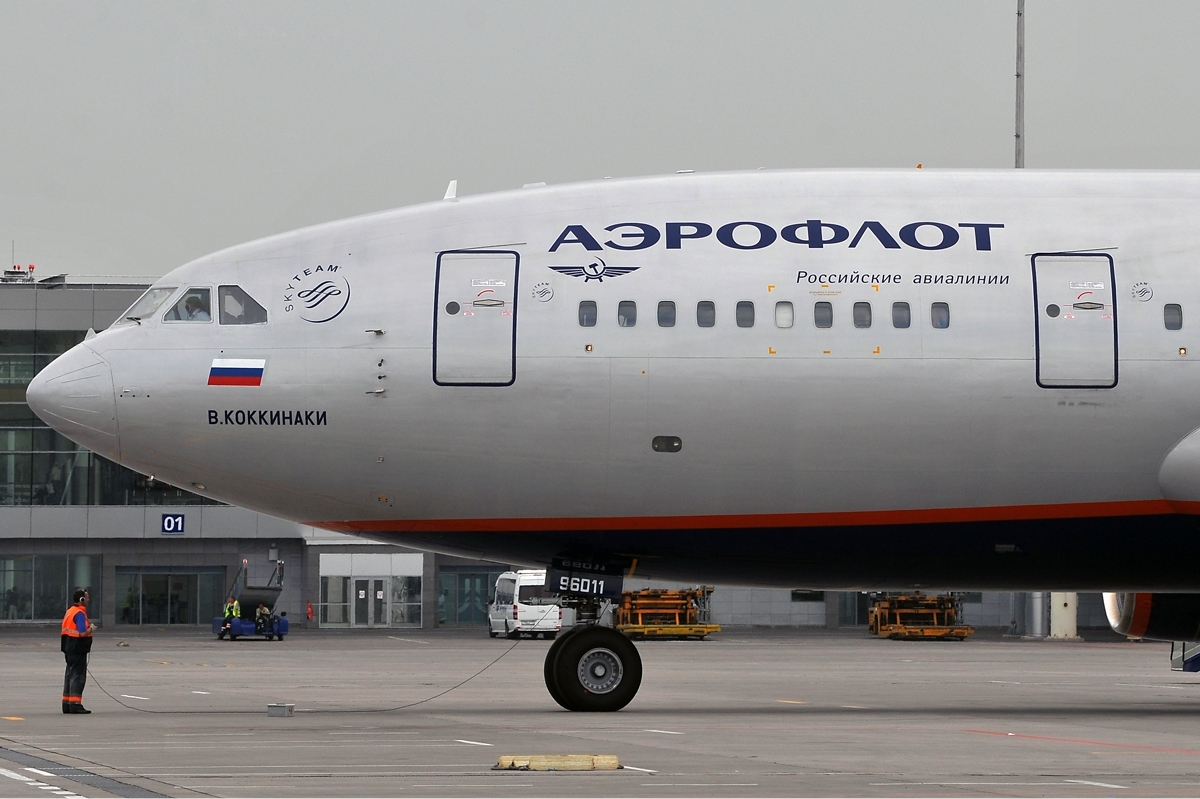
Chiếc máy bay Aeroflot Ilyushin Il-96 RA-96011 được đặt tên theo Kokkinaki

Kokkinaki đã được trao các giải thưởng:
- Danh hiệu "Anh hùng Liên Xô" (1938 và 1957) Sao vàng số 77 và 179);
- Danh hiệu "Phi công thử nghiệm danh dự của Liên Xô";
- Sáu Huân chương Lenin (1936, 1938, 1939, 1945, 1951 và 1984);
- Huân chương Cách mạng Tháng Mười (1974);
- Ba Huân chương Cờ đỏ (1944, 1945 và 1957);
- Hai Huân chương Bảo vệ Tổ quốc hạng 1 (năm 1944 và 1947);
- Bốn Huân chương Sao đỏ (1939, 1941, 1944 và 1969);
- Huân chương "Vì lòng dũng cảm" năm 1939;
- Nhiều huy chương nước ngoài, bao gồm cả huy chương FAI Gold Air năm 1964. Ông cũng được trao tặng danh hiệu "Phi công thử nghiệm xuất sắc của Liên Xô" và "Bậc thầy thể thao xuất sắc của Liên Xô" vào năm 1959 và Giải thưởng Lenin năm 1960.[2][7]

Một con phố ở Moskva đã được đặt theo tên ông (cạnh Phố Viện sĩ Ilyushin), và một bức tượng bán thân bằng đồng đã được dựng lên tại thành phố Novorossiysk, quê hương ông nhân dịp lần thứ hai được trao danh hiệu Anh hùng và Ngôi sao vàng. Một tàu chở dầu, được đóng tại Kherson vào năm 1985, cũng được đặt tên để vinh danh ông.
Một chiếc máy bay hạng nặng Volga-Dnepr Ilyushin Il-76TD-90VD (RA-76950, cn 2043420697) đã được đặt tên để vinh danh ông. Một chiếc Ilyushin Il-96 của hãng Aeroflot (RA-96011, số hiệu 74393201008) cũng đã được đặt tên để vinh danh ông.